# Naissance d'un pont
Naissance d'un pont est un roman de Maylis de Kerangal publié le 26 août 2010 aux éditions Verticales et ayant reçu le prix Médicis la même année.

## Historique
Ce roman est retenu dans la dernière sélection du grand prix du roman de l'Académie française et se voit finalement battu le 28 octobre 2010 pour l'obtention du prix au troisième tour de scrutin par six voix contre neuf à Nagasaki d'Éric Faye. Il fait également partie de la dernière sélection du prix Goncourt. Il reçoit le 3 novembre 2010 au premier tour et à l'unanimité le prix Médicis, et le prix Franz-Hessel la même année.

## Résumé
Le livre décrit le chantier de construction d’un pont autoroutier dans la ville fictive de Coca en Californie à travers plusieurs personnages. Des travailleurs viennent des quatre coins du monde pour la construction qui rencontre de nombreux problèmes, ralentissant, sans finalement jamais l'arrêter, la réalisation de l'ouvrage.

## Analyse
Selon Maylis de Kerangal, 

« il s’agit d’une sorte de western, autrement dit d’un roman de fondation, et la référence à ce genre cinématographique opère dans le texte, l’écriture travaille en plan large, brasse du ciel, des paysages, des matières, des hommes, et resserre sa focale sur les héros qui sont toujours pris dans l’action, dans la nécessité de répondre à une situation. »

## Éditions
- Éditions Verticales, 2010  (ISBN 978-2070130504).
- Éditions Gallimard, coll. « Folio », 2012  (ISBN 978-2070445325)